# ミハイル・マラーホフ
ミハイル・パブロヴィッチ・マラーホフ（Mikhail Pavlovich Malakhov、1781年-1842年）は、ロシアの建築家。19世紀のウラル地方を代表する人物。エカテリンブルク市の主任建築士を務めた。

## 代表作
- ラストルグーエフ＝ハリトーノフ邸（ハリトーノフパレス） 、アレクサンドルネフスキー大聖堂 、鉱山指揮官邸、製鉄工場モネートカ、カメンスク工場のトリニティ教会 などがある。